# 齊宗道
齊宗道（1506年10月27日—？），字叔鲁，號雲汀，遼東都司廣寧左衛軍籍，山東日照縣人。明朝政治人物。

## 生平
嘉靖十三年（1534年）甲午科順天府鄉試第五十九名舉人。嘉靖十七年（1538年）中式戊戌科會試第一百六十五名，登第三甲第八十名。
初授咸宁县知县。嘉靖二十一年（1542年）五月，选授雲南道試監察御史，十月實授，二十三年巡視两淮盐政，二十七年巡按山西宣大，出为山西按察司副使，分练各处民兵，累官山西按察使、四川右布政使，三十四年（1555年）三月升都察院右佥都御史、大同巡撫，十一月升右副都御史，十二月以乖忤失众心，被巡按直隶御史李凤毛弹劾，改调外任。

## 家族
曾祖齊叄；祖父齊斌；父齊友，壽官。母陳氏。兄春；齊宗賢（1504年-1558年），嘉靖甲午贡士；弟泰、宗睿、宗哲。